# Helfrich Ulrich Hunnius

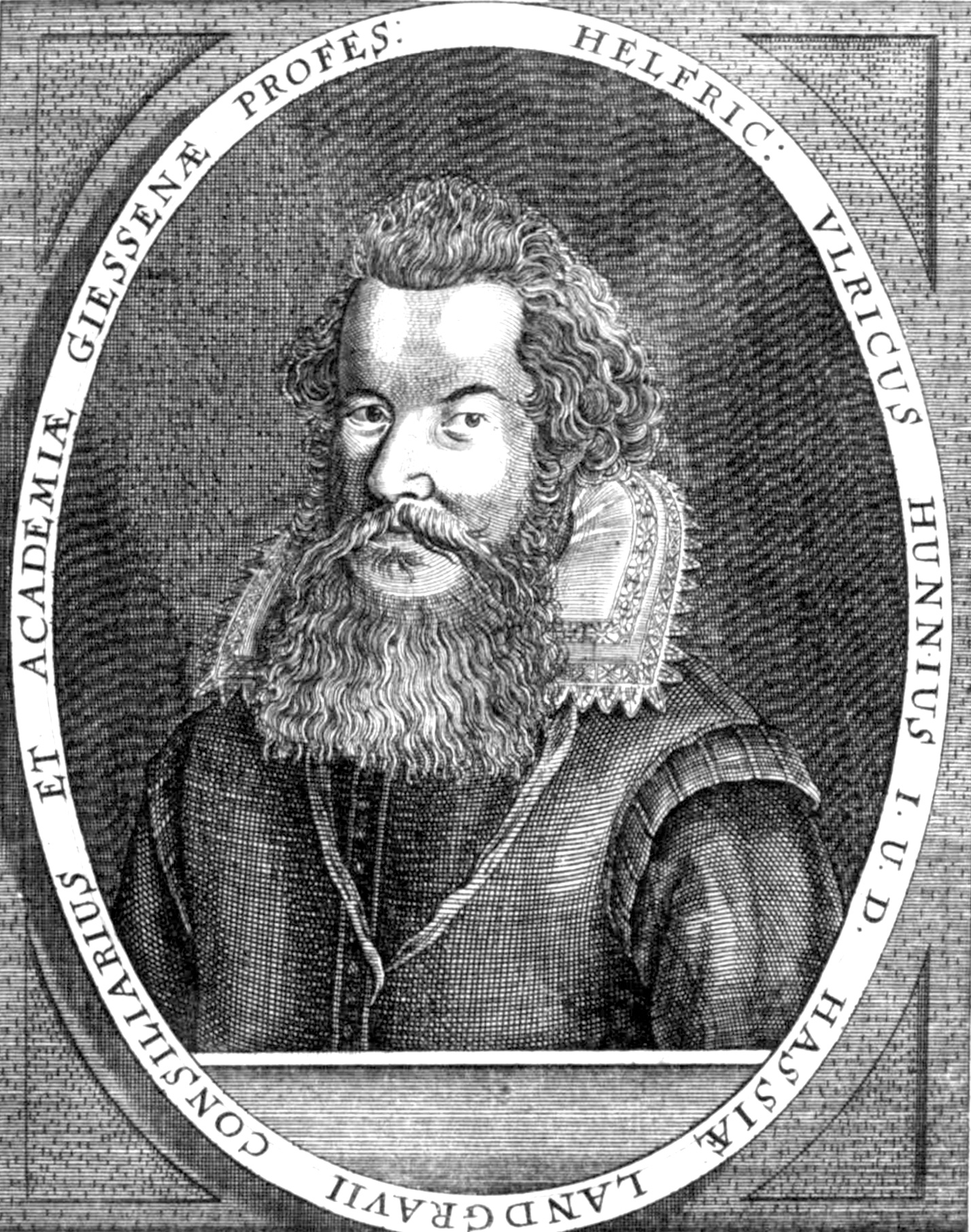
Helfric Vlricus Hunnius

Helfrich Ulrich Hunnius (* 17. oder 27. März 1583 in Marburg; † 27. März 1636 in Köln) war ein deutscher Rechtswissenschaftler.

## Leben
Geboren als Sohn des Ägidius Hunnius und seiner Frau Eleonore Felder, zog er 1592 mit seinen Eltern nach Wittenberg, wo er von frühster Jugend an auf den Universitätsbetrieb vorbereitet wurde und sich unter Valentin Wilhelm Forster dem Studium der Rechtswissenschaften widmete. Bald übernahm er Privatvorlesungen, ging 1608 an die neu gegründete Universität Gießen, wo er am 4. September 1609 zum Doktor der Rechtswissenschaften promoviert wurde.
Er kehrte auf Wunsch seiner Mutter wieder zurück nach Wittenberg, hielt wieder Privatvorlesungen und wurde auf Wunsch des Landgrafen von Hessen 1613 nach Gießen als Professor der Rechte und Rat berufen. 1615 heiratete er die Tochter von Sebastian Hornmold, Anna Maria (1592–1635). 1625 ging er als Professor der Rechte an die Universität Marburg, wo er helfen sollte, die Akademie zur lutherischen Bildungsstätte zu machen, und wurde bald dort zum Vizekanzler ernannt und 1625 amtierte er als Prorektor der Universität.
Am 14. Mai 1630 legte er sein Amt nieder, verließ die Stadt und begab sich in die Dienste des Bischofs von Trier Lothar von Metternich. Er lebte einige Jahre in Philippsburg, dort bekannte er sich zum katholischen Glauben, wurde dann Kanzleidirektor des Bistums Speyer, flüchtete 1632 vor den militärischen Übergriffen des Dreißigjährigen Krieges nach Köln, wo er als Rat katholischer Fürsten fungierte und zugleich Vorlesungen über kanonisches Recht an der Universität Köln hielt.

## Werkauswahl

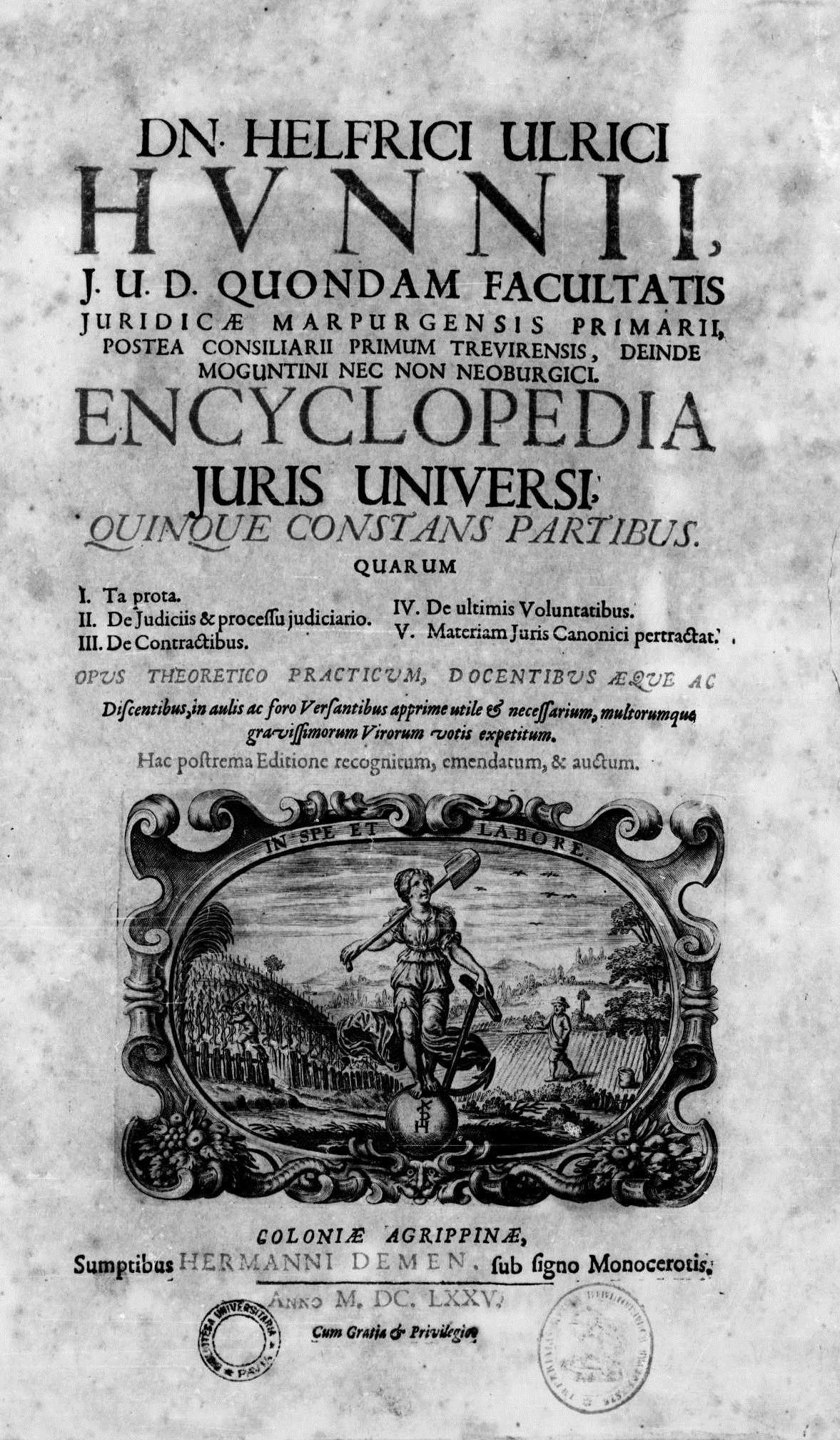
Encyclopedia iuris universi, 1675

- Resolutiones absolutissimae in Treutleri Disputationes
- Encyclopedia universi juris. Köln 1638 (= Helfrich Ulrich Hunnius. Encyclopedia juris universi, in novem partes distincta – Köln, 1638. – 814 s. = Encyclopædia Hunniana Juris Universi)
  - Encyclopedia iuris universi. Hermann Demen, Köln 1675 (Latein, beic.it).
- De interpretatione et autoritate juris libri duo. Gießen 1615
- Brevis commentarius in institutionum iuris Iustinianii imperatoris. Kaspar Chemlin, Giessen 1617 (Latein, beic.it).